# Relaciones Azerbaiyán-China
Las relaciones Azerbaiyán-China (en azerí: Azərbaycan–Çin münasibətləri) se refieren a las relaciones  diplomáticas bilaterales entre la República de Azerbaiyán y la República Popular China.

## Historia
China reconoció la independencia de Azerbaiyán el 27 de diciembre de 1991. Las relaciones diplomáticas entre los dos países se establecieron el 2 de abril de 1992. Existen fuertes lazos diplomáticos y culturales entre los dos países.
Del 7 al 10 de marzo de 1994, el presidente de Azerbaiyán, Heydar Alíyev, realizó un viaje de trabajo a la República Popular China. Se reunió con el presidente de la República Popular China, Jiang Zemin, y con el primer ministro, Li Peng. Durante la visita se firmaron 8 acuerdos entre los dos países. En la reunión, los líderes firmaron una declaración conjunta sobre la base de mejorar los lazos amistosos entre China y Azerbaiyán. También se firmaron varios acuerdos de apertura de la ruta aérea entre los dos países, cooperación en el ámbito científico, técnico, cultural, médico, televisivo y turístico.
Además de las relaciones políticas, también existen relaciones culturales entre los dos países del este. Según el acuerdo de cooperación cultural firmado entre Azerbaiyán y China, del 12 al 21 de abril de 1995 se inauguró en el Centro Internacional de Exposiciones de Pekín una exposición de obras del famoso artista azerbaiyano Sattar Bahlulzade.
Del 17 al 18 de abril de 1996, el vice primer ministro de China, Jiang Zemin, visitó Azerbaiyán y se reunió con Heydar Alíyev.
El 7 de agosto de 2008, el presidente de Azerbaiyán, Ilham Aliyev, visitó China para asistir a la ceremonia de apertura de los Juegos Olímpicos de Pekín 2008.
El 2 de junio de 2021, en una llamada telefónica, el presidente de Azerbaiyán, Ilham Aliyev, felicitó al presidente Xi Jinping con motivo del Día del Establecimiento de la República Popular China.

## Relaciones bilaterales
En 1999, las dos partes celebraron la primera reunión de la Comisión Intergubernamental Azerbaiyán-China sobre comercio y cooperación económica.
Las relaciones económicas y comerciales entre China y Azerbaiyán se han desarrollado sin problemas. En 2017, el volumen comercial entre China y Azerbaiyán fue de US $ 964 millones. Las dos partes también han cooperado sin contratiempos en los campos de la educación, la cultura, la ciencia y la tecnología, los deportes, el turismo y los medios de comunicación.
El 28 de octubre de 2021 se celebró en formato de videoconferencia la 8.ª reunión de la Comisión Intergubernamental Azerbaiyán-China cooperación económico-comercial.

## Misiones diplomáticas residentes
- Azerbaiyán tiene una embajada en Pekín.[9]
- China tiene una embajada en Bakú.[10]